# NO Большого Пса
NO Большого Пса (лат. NO Canis Majoris), HD 58155 — одиночная переменная звезда в созвездии Большого Пса на расстоянии приблизительно 1068 световых лет (около 327 парсеков) от Солнца. Видимая звёздная величина звезды — от +5,38m до +5,33m.

## Характеристики
NO Большого Пса — бело-голубой гигант, пульсирующая переменная Be-звезда (BE:) спектрального класса B5IIIne или B3V. Масса — около 12,5 солнечных, радиус — около 7,6 солнечных. Эффективная температура — около 15000 К.